# Cerros de Incahuasi
Die Cerros de Incahuasi sind ein Bergmassiv mit mehreren Gipfeln mit einer Höhe von bis zu 5704 m in der chilenischen Región de Antofagasta, nahe der Grenze zu Argentinien.